# Princesa do Solimões EC
Princesa do Solimões EC is een Braziliaanse voetbalclub uit Manacapuru in de staat Amazonas.

## Geschiedenis
De club werd opgericht in 1971. In 2013 won de club voor het eerst het staatskampioenschap van Amazonas. 

## Erelijst
Campeonato Amazonense
2013